# 乔治·亨特 (拳击运动员)
乔治·亨特（英語：George Hunter，1927年7月22日—2004年12月12日），南非男子拳击运动员。他曾代表南非参加1948年夏季奥林匹克运动会拳击比赛，获得一枚金牌。他在奥运后成为职业选手。